# Storsåtklubben
Storsåtklubben är en bergstopp i Antarktis. Den ligger i Östantarktis. Norge gör anspråk på området. Toppen på Storsåtklubben är 1 820 meter över havet.
Terrängen runt Storsåtklubben är kuperad söderut, men norrut är den platt. Trakten är obefolkad. Det finns inga samhällen i närheten. 